# Anniversary Bluff
Das Anniversary Bluff (englisch für Jahrestagklippe) ist ein Felsenkliff in der Royal Society Range des ostantarktischen Viktorialands. Es ragt mit einer Höhe von 1300 m in einer Entfernung von 2,5 km westlich des Birthday Bluffs an der Südflanke des Mason Spur an der Scott-Küste auf.
Die Benennung des Kliffs geht auf einen Vorschlag der neuseeländischen Geologin Anne Catherine Wright (* 1954, später verheiratete Wright-Grassham) vom New Mexico Institute of Mining and Technology in Socorro, New Mexico, zurück. Wright besuchte das Kliff am 29. November 1983, dem Hochzeitstag ihrer Eltern.